# Цюрих (Канзас)
Цюрих (англ. Zurich) — місто (англ. city) в США, в окрузі Рукс штату Канзас. Населення — 89 осіб (2020).

## Географія
Цюрих розташований за координатами 39°13′56″ пн. ш. 99°26′5″ зх. д. / 39.23222° пн. ш. 99.43472° зх. д. (39.232139, -99.434685).  За даними Бюро перепису населення США в 2010 році місто мало площу 0,45 км², уся площа — суходіл.

## Демографія
Згідно з переписом 2010 року, у місті мешкало 99 осіб у 46 домогосподарствах у складі 24 родин. Густота населення становила 220 осіб/км².  Було 67 помешкань (149/км²).
Расовий склад населення:
| - 99,0 % — білих |

До двох чи більше рас належало 1,0 %. Частка іспаномовних становила 0,0 % від усіх жителів.
За віковим діапазоном населення розподілялося таким чином: 20,2 % — особи молодші 18 років, 65,7 % — особи у віці 18—64 років, 14,1 % — особи у віці 65 років та старші. Медіана віку мешканця становила 42,8 року. На 100 осіб жіночої статі у місті припадало 94,1 чоловіків;  на 100 жінок у віці від 18 років та старших — 102,6 чоловіків також старших 18 років.
Середній дохід на одне домашнє господарство  становив 38 800 доларів США (медіана — 31 875), а середній дохід на одну сім'ю — 50 600 доларів (медіана — 53 750). За межею бідності перебувало 20,2 % осіб, у тому числі 41,7 % дітей у віці до 18 років та 0,0 % осіб у віці 65 років та старших.
Цивільне працевлаштоване населення становило 53 особи. Основні галузі зайнятості: сільське господарство, лісництво, риболовля — 45,3 %, освіта, охорона здоров'я та соціальна допомога — 18,9 %, роздрібна торгівля — 13,2 %.